# 华峰测控
华峰测控（Accotest，上交所：688200）是一家中国上市公司，主要从事半导体以及模拟集成电路的测试以及半導體測試设备的开发和销售 。

## 歷史
华峰测控由曾就职于中国航天工业总公司的孙铣于1993年2月创立。 
2020年2月，华峰测控首次公开募股，並登陸上海證券交易所科創板。 华峰测控打算將募集的資金用來在中新天津生态城建设集成电路测试设备基地。
2021年6月6日，创始人孙铣因病去世，享年72岁
2024年6月，华峰测控在马来西亚槟城开设工厂。 
2024年12月，华峰测控成为美国的出口管制的对象，並被列入美国商务部的實體清單。 